# シチュアシオン
『シチュアシオン』（Situations）は、ジャン＝ポール・サルトル（Jean-Paul Sartre）の評論集であり、10巻からなる。

## 内容
第1巻は評論集である。フランソワ・モーリヤックの小説技法について小説は一個の人間によって多くの人間のために書かれるものであるのに「作者は神の全知全能を選んだ」としてモーリヤックを厳しく批判した「フランソワ・モーリヤック氏と自由」や、モーリス・ブランショを紹介した「アミナダブ」、ジョルジュ・バタイユに対して「非-知」とは自己欺瞞であるとし、それを神秘主義だと断じた「新しい神秘家」などは有名である。他にアルベール・カミュ、ウィリアム・フォークナー、ジャン・ジロドゥー、フランシス・ポンジュなどの評論がある。またエドムント・フッサールの現象学をフランスに紹介した「フッサールの現象学の根本的理念」なども収録されている。極めて独自の手法を用いたこれらの作家論は、あらたな評論形式を切り開いた物とも言える。
第2巻は文学論（1944年9月 - 1946年12月）である。プルーストをブルジョワ的作家として断罪し、分析的精神から総合的精神への変換を求め、文学の社会参加を呼びかけた「『レ・タン・モデルヌ』創刊の辞』や、文学が権力者に利用されようとしている危機を訴える「文学の国営化」などが収録されているが、最も有名で重要なのは「文学とは何か」（Qu'est-ce que la Littérature?）であろう。ここでは散文家は「語る者」であると定義し、「語る」以上は現代の諸問題について無視するのは「無視するという態度をとる」ということになり、現代の共犯者になる。それゆえ作家は社会の反省的意識の存在になり、反共犯者になるべきであると説いた。この評論は非常に反響をもたらし、日本でも江藤淳が『作家は行動する』においてサルトルの呼びかけに応じたのは有名である。また、「文学とは何か」はサルトルの倫理観を研究する上でも非常に重要な文献で、この中に登場する「呼びかけ」や「贈与」などの概念は注目を浴びている。
第3巻は文明論集（文学とアンガージュマン：1947年2月 - 1947年4月）である。ドイツ占領中のフランスほど自由なことはなかった。何故ならば、何をしてもそれはアンガージュマンになったからだ、という有名な論文「占領下のパリ」、サルトルがアメリカ旅行した際のアメリカ論などが収められている。また、先駆的なスターリン的マルクス主義批判の論文「唯物論と革命」も忘れてはならないだろう。また、ネグリチュードの詩人たちへ寄せた「黒いオルフェ」の存在も重要である。この巻はアンガージュマンの実践が強く窺えるが、後年のようなマルクス主義的方法論をほとんど使わず、『存在と無』を基調とした一種の変奏曲と言えよう。
第4巻は肖像集（1950年4月 - 1953年4月）である。同時代の芸術家や、作家、哲学者への愛に溢れた文章が多く並ぶ。『生きているジード』（Gide vivant）は、アンドレ・ジッドへの追悼文であり、「彼はわれわれのために生きた」と賞賛している。しかし、質的にも量的にも圧倒的なのは、モーリス・メルロー＝ポンティへの追悼文「メルロー・ポンチ」（Merleau-Ponty）である。『レ・タン・モデルヌ』誌の編集を巡りサルトルとメルロ＝ポンティは1953年に決裂しているにもかかわらず、メルロ＝ポンティの思想への豊かな理解は驚嘆に値する。今でもなお優れたメルロ＝ポンティ論である。同巻に収録されているカミュへの追悼文でも明らかなように、サルトルは喧嘩別れした相手にもこのような理解と愛の溢れる文章を書いている。他にも大学時代からの友人ポール・ニザンへの追悼文、ジャコメッティ論、ナタリー・サロート論、サルトルには数少ない音楽論も収録されている。
第5巻は植民地問題論集（1954年3月 - 1958年4月）である。この巻から、『シチュアシオン』の性格は大きく変わり、以後政治論文が多くを占める。なお、原副題は「植民地主義と新植民地主義」（Colonialisme et néo-colonialisme）である。
第6巻はマルクス主義の問題Ⅰである。
第7巻はマルクス主義の問題Ⅱである。
第8巻は五月革命をめぐってとして、「ヴェトナム-ラッセル法廷」、「フランスの問題」、「イスラエルとアラブ世界」、「知識人の問題」所収。
第9巻は論集として「自己に関する考察」、「小文集」、「精神分析的対話をめぐって」所収。
第10巻は政治評論・私自身についての談話である。

## 一覧
- Situations I. Critiques littéraires (1947年)
- Situations II. septembre 1944 - décembre 1946 (1948年)
- Situations III. Littérature et engagement. Février 1947 - avril 1947 (1949年)
- Situations IV. Avril 1950 - avril 1953 (1964年)
- Situations V. Mars 1954 - avril 1958 (1964年)
- Situations VI. Problèmes du marxisme, 1 (1964年)
- Situations VII. Problèmes du marxisme, 2 (1965年)
- Situations VIII. Autour de 68 (1972年)
- Situations IX. Mélanges (1972年)
- Situations X. politique et autobiographie (1976年)

## 邦訳
- 『サルトル全集』人文書院

（第11巻）シチュアシオン1 ― 評論集：フォークナーの『サートリス』（生田耕作訳）/ ジョン・ドス・パソス論（生田耕作訳）/ ポール・ニザン著『陰謀』（鈴木道彦訳）/ フッサールの現象学の根本的理念（白井健三郎訳）/ フランソワ・モーリャック氏と自由（小林正訳）/ ヴラジーミル・ナボコフ『誤解』（清水徹訳）/ ドニ・ド・ルージュモン『愛と西欧』（清水徹訳）/ フォークナーにおける時間性（渡辺明正訳）/ ジャン・ジロドゥー氏とアリストテレス哲学（中村真一郎訳）/ 『異邦人』解説（窪田啓作訳）/ アミナダブ（佐藤朔訳）/ 新しい神秘家（清水徹訳）/ 往きと復り（鈴木道彦・海老坂武訳）/ 人と物（鈴木道彦・海老坂武訳）/ 縛られた人間（渡辺明正訳）/ デカルトの自由（野田又夫訳）
（第9巻）シチュアシオン2 ― 文学とは何か：「レ・タン・モデルヌ」創刊の辞（伊吹武彦訳）/ 文学の国営化（白井浩司訳）/ 文学とは何か（加藤周一・白井健三郎訳）
（第10巻）シチュアシオン3：沈黙の共和国（白井健三郎訳）/ 占領下のパリ（小林正訳）/ 協力者とは何か（白井健三郎訳）/ 大戦の終末（渡辺一夫訳）/ アメリカの個人主義と画一主義（佐藤朔訳）/ アメリカの町々（渡辺明正訳）/ 植民地的都市ニューヨーク（吉村正一郎訳）/ アメリカ紹介（生田耕作訳）/ 唯物論と革命（多田道太郎訳）/ 革命の神話（多田道太郎訳）/ 革命の哲学（矢内原伊作訳）/ 黒いオルフェ（鈴木道彦・海老坂武訳）/ 絶対の探求（滝口修造訳）/ カルダーのモビル（滝口修造訳）
（第30巻）シチュアシオン4 ― 肖像集：見知らぬ男の肖像（三輪秀彦訳）/ 芸術家と彼の意識（吉田秀和訳）/ ねずみと人間（田辺保訳）/ 生きているジード（白井浩司訳）/ アルベール・カミュに答える（佐藤朔訳）/ アルベール・カミュ（菅野昭正訳）/ ポール・ニザン（鈴木道彦訳）/ メルロー・ポンチ（平井啓之訳）/ ヴェネツィアの幽閉者（平川祐弘訳）/ ジャコメッティの絵画（矢内原伊作訳）/ 特権を持たぬ画家（矢内原伊作訳）/ マッソン（宇佐見英治訳）/ 指と指ならざるもの（粟津則雄訳）/ カプチン修道女の土間（宇佐見英治訳）/ ヴェネツィア、わが窓から（宇佐見英治訳）
（第31巻）シチュアシオン5 ― 植民地問題：『一つの中国からもう一つの中国へ』（多田道太郎訳）/ 植民地主義は一つの体制である（多田道太郎訳）/『植民者の肖像と被植民者の肖像』（渡辺淳訳）/「みなさんは素晴しい」（二宮敬訳）/「われわれはみな人殺しだ」（二宮敬訳）/ 一つの勝利（白井健三郎訳）/「志願者」（白井健三郎訳）/ 侮蔑の憲法（村上光彦訳）/ 王さまをほしがる蛙たち（村上光彦訳）/ 国民投票の分析（永戸多喜雄訳）/ 夢遊病者たち（永戸多喜雄訳）/『飢えたる者』（鈴木道彦・海老坂武訳）/ パトリス・ルムンバの政治思想（鈴木道彦訳）
（第22巻）シチュアシオン6 ― マルクス主義の問題1：冒険家の肖像（海老坂武訳）/ チトー主義論（山内昶訳）/ 今の世はデモクラシーなのか（広田正敏訳）/『希望の終り』序文（広田正敏訳）/ 共産主義者と平和（白井健三郎訳）
（第32巻）シチュアシオン7 ― マルクス主義の問題2：ルフォールに答える（白井健三郎訳）/（カナパ）作戦（村上光彦訳）/ 改良主義と物神（鈴木道彦訳）/ ピエール・ナヴィルへの回答（鈴木道彦訳）/ スターリンの亡霊（白井浩司訳）/ 警察が芝居の幕をあける時（渡辺守章訳）/ 文化の非武装化（杉捷夫訳）/『イヴァンの少年時代』（海老坂武訳）
（第36巻）シチュアシオン8（鈴木道彦他訳）：ヴェトナム-ラッセル法廷 / フランスの問題/ イスラエルとアラブ世界/ 知識人の問題
（第37巻）シチュアシオン9（鈴木道彦他訳）：自己に関する考察 / 小文集 / 精神分析的対話をめぐって
（第38巻）シチュアシオン10：政治評論（鈴木道彦訳）/ 私自身についての談話（海老坂武訳）
- 『文学とは何か 改訳』加藤周一、白井健三郎、海老坂武訳、人文書院、1998